# NBA 25th Anniversary Team
NBA 25th Anniversary Team – lista najlepszych zawodników NBA ogłoszona na 25. rocznicę ligi, założonej 6 czerwca 1946 jako Basketball Association of America. 
Lista, składająca się z dwóch piątek, została ogłoszona 11 grudnia 1971.
Grono zaproszonych jurorów, w skład którego wchodzili: Red Auerbach, Ned Irish, Eddie Gottlieb, Haskell Cohen, Danny Biasone, Lester Harrison, Fred Zollner, Ben Kerner, Fred Schaus i Bob Feerick, wybrało 25 najlepszych zawodników, po 10 obrońców i skrzydłowych oraz 5 centrów. Każdy zawodnik, który został kiedykolwiek wybrany do All-NBA Team, mógł oddać głos na tę listę wybierając pierwszą piątkę. Do jubileuszowego składu wybrano 10 najlepszych (po 4 obrońców i skrzydłowych, 2 centrów z największą liczbą głosów).

## NBA 25th Anniversary Team
- F Bob Pettit
- F Dolph Schayes
- F Paul Arizin
- F Joe Fulks
- C Bill Russell
- C George Mikan
- G Bob Cousy
- G Bill Sharman
- G Bob Davies
- G Sam Jones

### Warunki
- Zawodnicy, musieli skończyć karierę
- Musieli być choć raz wybrani do All-NBA Team

## Nominacje
(w nawiasach lata aktywności)

### Skrzydłowi
- Paul Arizin – 1950-1962
- Joe Fulks – 1946-1954
- Harry Gallatin – 1948-1958
- Tom Gola – 1955-1966
- Vern Mikkelsen – 1949-1959
- Bob Pettit -	1954-1965
- Jim Pollard – 1947-1955
- Tom Heinsohn – 1956-1965
- Dolph Schayes – 1948-1964
- George Yardley – 1953-1960

### Środkowi
- Neil Johnston – 1951-1959
- Ed Macauley – 1949-1959
- George Mikan – 1946-1954, 1955-1956
- Bill Russell – 1956-1969
- Maurice Stokes – 1955-1958

### Obrońcy
- Richie Guerin – 1956-1970
- Bob Cousy – 1950–1963, 1969-1970
- Bob Davies – 1946-1955
- Bob Feerick – 1945-1950
- Sam Jones – 1957-1969
- Slater Martin – 1949-1960
- Dick McGuire – 1949-1960
- Bill Sharman – 1950-1961
- Bobby Wanzer – 1947-1957
- Max Zaslofsky – 1946-1956